# Montegrino Valtravaglia
Montegrino Valtravaglia é uma comuna italiana da região da Lombardia, província de Varese, com cerca de 1.178 habitantes. Estende-se por uma área de 10 km², tendo uma densidade populacional de 118 hab/km². Faz fronteira com Brissago-Valtravaglia, Cadegliano-Viconago, Cremenaga, Cugliate-Fabiasco, Germignaga, Grantola, Luino, Mesenzana.

## Demografia
| Variação demográfica do município entre 1861 e 2011                               |
|                                                                                   |
| Fonte: Istituto Nazionale di Statistica (ISTAT) - Elaboração gráfica da Wikipedia |